# Филип (Брауншвайг-Люнебург)
Вижте пояснителната страница за други личности с името Филип.
Филип фон Брауншвайг-Люнебург, Филип фон Брауншвайг-Грубенхаген(на немски: Philipp von Braunschweig-Lüneburg; Philip von Braunschweig-Grubenhagen; * ок. 1332; † 4 август 1369/1370- 1380) от рода Велфи (Стария дом Брауншвайг), е херцог на Брауншвайг и Люнебург-Грубенхаген и констаблер на Йерусалим.

## Произход
Той е най-възрастният син на херцог Хайнрих II фон Брауншвайг-Грубенхаген (1289 – 1351) и втората му съпруга Хайлвиг (1307 – 1347), от кралската фамилия Лузинян от Йерусалим и Кипър, дъщеря на Филип д'Ибелин (1253 – 1318), сенешал на Кралство Кипър. Филип е племенник на византийската императрица Аделхайд фон Брауншвайг, съпругата на Андроник III Палеолог.

## Фамилия
Първи брак: ок. 1352 г. с Хелизия, дъщеря на Еудес дьо Дампиер. Те имат две деца:
- Йохан фон Брауншвайг-Люнебург († 11 юни 1414), адмирал на Кипър
- Хелвис/Хелизия фон Брауншвайг-Люнебург (* 1353; † 15/25 януари 1421), омъжена 1365 г. за братовчед си Жак I дьо Лузинян, крал на Кипър и Армения (* 1334; † 9 септември 1398)

Втори брак: през 1368 г. с Аликс д'Ибелин (* 1304/1306, † сл. 6 август 1386), вдовица на крал Хуго IV от Кипър († 1359), единствена дъщеря на Гуй д'Ибелин (1286 – 1308), господар на Никозия, и съпругата му братовчедката му Изабела д'Ибелин († 1315). Те нямат деца.